# Vidas Blekaitis
Vidas Blekaitis (* 14. April 1972 in Birštonas) ist ein litauischer Kraftsportler und Strongman. 

## Leben
Nach dem Abitur an der Mittelschule absolvierte Vidas Blekaitis das Diplomstudium der Biologie und Körperkultur an der Pedagoginis universitetas in der litauischen Hauptstadt Vilnius und wurde Sportlehrer. Als Direktor leitet er den Kraftsport-Club (die Anstalt VšĮBirštono ąžuolas) und das im November  	2017 errichtete Unternehmen UAB Universal Road.

## Familie
Vidas Blekaitis ist verheiratet und hat einen Sohn. Seine Frau Rita Blekaitienė (* 1982) ist Unternehmerin, Absolventin von Kolleg Alytus.
Blekaitis hat den Bruder Juozas.

## Sport-Karriere
Selbst als er noch nicht zur Schule ging, im Alter von 5 bis 6 Jahren alt, konnte er schon einen großen Mann erheben.
2007 war Blekaitis am 4. Platz von International Federation of Strength Athletes. Er war der vierte 2009 bei Arnold Strongman Classic. Blekaitis nahm dreimal  an IFSA Strongman World Championship teil, beendete als 7-ter 2005, 4-ter 2006, und als 6-ter 2007.
Vidas Blekaitis erreichte den 2. Platz bei Giants Live (Finnland) am 13. August 2011. Diese Platzierung qualifizierte ihn für 2011 World’s Strongest Man.
2014 und 2015 wurde er litauischer Strongman-Meister.